# Ragadia latifasciata
Ragadia latifasciata är en fjärilsart som beskrevs av John Henry Leech 1891. Ragadia latifasciata ingår i släktet Ragadia och familjen praktfjärilar. Inga underarter finns listade.